# Sowjetarmee-Pokal
Der Sowjetarmee-Pokal war ein bulgarischer Fußball-Pokalwettbewerb, der zwischen 1946 und 1990 ausgespielt wurde. Er löste nach Beendigung des Zweiten Weltkrieges den bis dahin ausgetragenen Pokal des Zaren ab. Ab der Saison 1980/81 wurde parallel dazu der wiederbelebte Bulgarische Pokal ausgespielt. Von 1961 bis 1982 qualifizierte sich der Sieger des Sowjetarmee-Pokals für den Europapokal der Pokalsieger, danach ging dieses Recht auf den Sieger des bulgarischen Pokals über.
Der Sowjetarmee-Pokal wurde im K.-o.-System ausgetragen, wobei für ein Spiel, das nach 90 Minuten und auch nach der anschließenden Verlängerung keinen Sieger fand, ein Wiederholungsspiel angesetzt wurde. Endete auch dieses Wiederholungsspiel unentschieden, so setzte sich diese Regelung weiter fort. Da dies auch für das Finale galt, kam es in den Jahren 1949 und 1950 dazu, dass das Endspiel zweifach wiederholt werden musste.

## Finalspiele

### Als primärer Pokalwettbewerb (1946–1982)
| Saison  | Sieger                           | Ergebnis                      | Finalist                       | Austragungsort                  | Zuschauer |
| ------- | -------------------------------- | ----------------------------- | ------------------------------ | ------------------------------- | --------- |
| 1946    | SK Lewski Sofia *                | 4:1                           | Stamo Kostow Popowo            | Junak-Stadion, Sofia            | 15.000    |
| 1947    | PSK Lewski Sofia *               | 1:0                           | Botew Plowdiw                  | Junak-Stadion, Sofia            | 17.000    |
| 1948    | Lokomotive Sofia                 | 1:0                           | Slawia-Tschengelow Plowdiw     | Junak-Stadion, Sofia            | 12.000    |
| 1949    | SK Lewski Sofia *                | 1:1 n. V. 2:2 n. V. 2:1 n. V. | CDNV Sofia                     | Junak-Stadion, Sofia            | 35.000    |
| 1950    | DSO Dinamo Sofia *               | 1:1 n. V. 1:1 n. V. 1:0 n. V. | NV Sofia                       | Balgarska-Armija-Stadion, Sofia | 30.000    |
| 1951    | NV Sofia                         | 1:0 n. V.                     | DSO Akademik Sofia             | Balgarska-Armija-Stadion, Sofia | 2.000     |
| 1952    | GUTP-DSO Udarnik Sofia           | 3:1                           | DSO Spartak Sofia              | Balgarska-Armija-Stadion, Sofia | 22.000    |
| 1953    | DSO Torpedo Sofia                | 2:1                           | DSO Dinamo Sofia               | Wassil-Lewski-Stadion, Sofia    | 30.000    |
| 1954    | ZDNA Sofia                       | 2:1                           | GUTP-DSO Udarnik Sofia         | Wassil-Lewski-Stadion, Sofia    | 30.000    |
| 1955    | ZDNA Sofia                       | 5:2 n. V.                     | DSO Spartak Plowdiw            | Wassil-Lewski-Stadion, Sofia    | 32.000    |
| 1956    | DSO Dinamo Sofia                 | 5:2                           | ASK Botew Plowdiw              | Wassil-Lewski-Stadion, Sofia    | 40.000    |
| 1957    | FD Lewski Sofia                  | 2:1                           | DFS Spartak Plewen             | Wassil-Lewski-Stadion, Sofia    | 28.000    |
| 1958    | DFS Spartak Plowdiw              | 1:0                           | Minjor Dimitrowo               | Wassil-Lewski-Stadion, Sofia    | 20.000    |
| 1958/59 | FD Lewski Sofia                  | 1:0                           | DFS Spartak Plowdiw            | Wassil-Lewski-Stadion, Sofia    | 40.000    |
| 1959/60 | Septemwri Sofia                  | 4:3 n. V.                     | DFS Lokomotive Plowdiw         | Wassil-Lewski-Stadion, Sofia    | 25.000    |
| 1960/61 | ZDNA Sofia *                     | 3:0                           | Spartak Warna                  | Wassil-Lewski-Stadion, Sofia    | 25.000    |
| 1961/62 | ASK Botew Plowdiw                | 3:0                           | Spartak Warna                  | Wassil-Lewski-Stadion, Sofia    | 20.000    |
| 1962/63 | FD Slawia Sofia                  | 2:0                           | ASK Botew Plowdiw              | Wassil-Lewski-Stadion, Sofia    | 40.000    |
| 1963/64 | FD Slawia Sofia                  | 3:2                           | ASK Botew Plowdiw              | Wassil-Lewski-Stadion, Sofia    | 31.000    |
| 1964/65 | ZSKA Tscherweno sname Sofia      | 3:2                           | FD Lewski Sofia                | Slawia-Stadion, Sofia           | 30.000    |
| 1965/66 | FD Slawia Sofia                  | 3:0                           | Spartak Warna                  | Wassil-Lewski-Stadion, Sofia    | 25.000    |
| 1966/67 | FD Lewski Sofia                  | 3:0                           | Spartak Sofia                  | Wassil-Lewski-Stadion, Sofia    | 38.000    |
| 1967/68 | Spartak Sofia                    | 3:2 n. V.                     | DFS Beroe Stara Sagora         | Wassil-Lewski-Stadion, Sofia    | 18.000    |
| 1968/69 | ZSKA Septemwrijsko sname Sofia * | 2:1                           | Lewski-Spartak Sofia           | Wassil-Lewski-Stadion, Sofia    | 40.000    |
| 1969/70 | Lewski-Spartak Sofia *           | 2:1                           | ZSKA Septemwrijsko sname Sofia | Wassil-Lewski-Stadion, Sofia    | 45.000    |
| 1970/71 | Lewski-Spartak Sofia             | 3:0                           | DFS Lokomotive Plowdiw         | Narodna-Armija-Stadion, Sofia   | 30.000    |
| 1971/72 | ZSKA Septemwrijsko sname Sofia   | 3:0                           | ZSK Slawia Sofia               | Wassil-Lewski-Stadion, Sofia    | 25.000    |
| 1972/73 | ZSKA Septemwrijsko sname Sofia   | 2:1                           | DFS Beroe Stara Sagora         | Wassil-Lewski-Stadion, Sofia    | 18.000    |
| 1973/74 | ZSK Slawia Sofia                 | 3:2                           | Lokomotive Sofia               | Wassil-Lewski-Stadion, Sofia    | 15.000    |
| 1974/75 | ZSK Slawia Sofia                 | 3:2                           | Lokomotive Sofia               | Wassil-Lewski-Stadion, Sofia    | 15.000    |
| 1975/76 | Lewski-Spartak Sofia             | 4:3 n. V.                     | ZSKA Septemwrijsko sname Sofia | Wassil-Lewski-Stadion, Sofia    | 65.000    |
| 1976/77 | Lewski-Spartak Sofia *           | 2:1                           | Lokomotive Sofia               | Wassil-Lewski-Stadion, Sofia    | 45.000    |
| 1977/78 | DFS Marek Stanke Dimitrow        | 1:0                           | ZSKA Septemwrijsko sname Sofia | Wassil-Lewski-Stadion, Sofia    | 40.000    |
| 1978/79 | Lewski-Spartak Sofia *           | 4:1                           | DFS Beroe Stara Sagora         | Wassil-Lewski-Stadion, Sofia    | 40.000    |
| 1979/80 | ZSK Slawia Sofia                 | 3:1                           | DFS Beroe Stara Sagora         | Wassil-Lewski-Stadion, Sofia    | 30.000    |
| 1980/81 | AFD Trakia Plowdiw               | 1:0                           | DFS Pirin Blagoewgrad          | Wassil-Lewski-Stadion, Sofia    | 20.000    |
| 1981/82 | Lokomotive Sofia                 | 2:1 n. V.                     | DFS Lokomotive Plowdiw         | Stadion Slawi Aleksijew Plewen  | 08.000    |

- Gewinner des Doubles

### Als sekundärer Pokalwettbewerb (1983–1990)
| Saison  | Sieger             | Ergebnis | Finalist             | Austragungsort               | Zuschauer |
| ------- | ------------------ | -------- | -------------------- | ---------------------------- | --------- |
| 1982/83 | Lokomotive Plowdiw | 3:1      | FC Tschirpan         | Wassil-Lewski-Stadion, Sofia | 25.000    |
| 1983/84 | Lewski Sofia       | 4:0      | Dorostol Silistra    | Wassil-Lewski-Stadion, Sofia | 25.000    |
| 1984/85 | ZSKA Sofia         | 4:0      | Tscherno More Warna  | Wassil-Lewski-Stadion, Sofia | 15.000    |
| 1985/86 | ZFKA Sredez Sofia  | 2:0      | Lokomotive Sofia     | Wassil-Lewski-Stadion, Sofia | 12.000    |
| 1986/87 | Lewski Sofia       | 3:2      | Spartak Plewen       | Wassil-Lewski-Stadion, Sofia | 15.000    |
| 1987/88 | Lewski Sofia       | 2:0      | Tscherno More Warna  | Wassil-Lewski-Stadion, Sofia | 20.000    |
| 1988/89 | ZFKA Sredez Sofia  | 6:1      | Mariza-Istok Radnewo | Wassil-Lewski-Stadion, Sofia | 06.000    |
| 1989/90 | ZFKA Sofia         | 2:1      | Botew Plowdiw        | Slawia-Stadion, Sofia        | 05.000    |

## Übersicht der Titelträger und Finalisten
In der Folge werden die Gewinner des Sowjetarmee-Pokals aufgelistet. Dabei ist zu berücksichtigen, dass in der Geschichte des bulgarischen Fußballs eine große Anzahl von Namensänderungen und Fusionen stattgefunden haben. In dieser Aufstellung werden die Titel den aktuellen Vereinsnamen zugeordnet, auch wenn diese zum Zeitpunkt des Gewinns einen anderen Namen besaßen.
| Verein               | Siege | Jahr(e)                                                                                        | FT |
| -------------------- | ----- | ---------------------------------------------------------------------------------------------- | -- |
| Lewski Sofia         | 16    | 1946, 1947, 1949, 1950, 1956, 1957, 1959, 1967, 1970, 1971, 1976, 1977, 1979, 1984, 1985, 1988 | 4  |
| ZSKA Sofia           | 13    | 1951, 1954, 1955, 1961, 1965, 1969, 1972, 1973, 1974, 1985, 1986, 1989, 1990                   | 6  |
| Slawia Sofia         | 6     | 1952, 1963, 1964, 1966, 1975, 1980                                                             | 2  |
| Lokomotive Sofia     | 3     | 1948, 1953, 1982                                                                               | 3  |
| Botew Plowdiw        | 2     | 1962, 1981                                                                                     | 5  |
| Lokomotive Plowdiw   | 1     | 1983                                                                                           | 4  |
| Spartak Sofia        | 1     | 1968                                                                                           | 2  |
| Spartak Plowdiw      | 1     | 1958                                                                                           | 2  |
| Septemwri Sofia      | 1     | 1960                                                                                           | –  |
| Marek Dupniza        | 1     | 1978                                                                                           | –  |
| Beroe Stara Sagora   | –     |                                                                                                | 4  |
| Tscherno More Warna  | –     |                                                                                                | 2  |
| Spartak Plewen       | –     |                                                                                                | 2  |
| Akademik Sofia       | –     |                                                                                                | 1  |
| Mineur Pernik        | –     |                                                                                                | 1  |
| FC Dunaw Russe       | –     |                                                                                                | 1  |
| Spartak Warna        | –     |                                                                                                | –  |
| Pirin Blagoewgrad    | –     |                                                                                                | 1  |
| Tschernolomez Popowo | –     |                                                                                                | 1  |
| FC Tschirpan         | –     |                                                                                                | 1  |
| Dorostol Silistra    | –     |                                                                                                | 1  |
| Mariza-Istok Radnewo | –     |                                                                                                | 1  |
| Gesamt:              | 45    |                                                                                                | 45 |